# روي طوماس بيكر
روي طوماس بيكر (بالإنجليزية: Roy Thomas Baker)‏ هو كاتب أغاني ومهندس الصوت ومنتج أسطوانات بريطاني، ولد في 10 نوفمبر 1946 في هامبستاد في المملكة المتحدة.

## وصلات خارجية
- الموقع الرسمي
- روي توماس بيكر على موقع IMDb (الإنجليزية)
- روي توماس بيكر على موقع ميوزك برينز (الإنجليزية)
- روي توماس بيكر على موقع أول ميوزيك (الإنجليزية)
- روي توماس بيكر على موقع ديسكوغز (الإنجليزية)
- روي توماس بيكر على موقع قاعدة بيانات الفيلم (الإنجليزية)